# 666 Desdemona
Există, de asemenea, un satelit al planetei Uranus, numit Desdemona (satelit).
666 Desdemona este un asteroid din centura principală, descoperit pe 23 iulie 1908, de August Kopff.